# Animal'z
Animal’z est un album de bande dessinée sorti en 2009, écrit et dessiné par Enki Bilal.

## Synopsis
La Terre telle que nous la connaissons a disparu lors du « coup de sang », un dérèglement climatique global. Peu après, les quelques survivants épars sont en quête d'Edens, des zones hypothétiquement épargnées, et d'eau potable, extrêmement rare.

## Personnages
- Lester Outside : Rescapé à la vie mouvementée et aux anciens métiers innombrables, équipé d'un autre robot, en forme d'hippocampe et fortement défectueux, sur un rafiot abimé et fragile.
- Franck Bacon : C'est en réalité un nom d'emprunt. Ce personnage, ancien enfant soldat puis cobaye sur l'hybridation, est équipé de branchements dans le dos, lui permettant d'utiliser un lingot se changeant en corps de dauphin qui l'enveloppe.
- Ana Pozzano : Riche et fraichement veuve, seule sur un yacht tractant le corps de son mari Michelangelo, tué par une bourrasque portant un bébé espadon qui lui a perforé l'abdomen. Elle est seule avec le domorobot drone Omar (un robot en forme de crustacé volant et servant de majordome, entre autres). Elle est également hybride.
- Kim Owles, ainsi que ses parents : une jeune fille asiatique également hybride, et à l'acuité sensorielle surhumaine. Son père est le concepteur de l'hybridation et a d'ailleurs une nageoire à la place du pied gauche. Sa mère quant à elle est souffrante.
- Il y a d'autres figurants : deux cowboys s'exprimant par citation, une fratrie de cannibales et d'autres survivants.